# Puntius amarus
Puntius amarus är en fiskart som först beskrevs av Herre 1924.  Puntius amarus ingår i släktet Puntius och familjen karpfiskar. IUCN kategoriserar arten globalt som akut hotad. Inga underarter finns listade i Catalogue of Life.